# 1861 w sztukach plastycznych
Wydarzenia w sztukach plastycznych i wizualnych w 1861 roku.

## Malarstwo

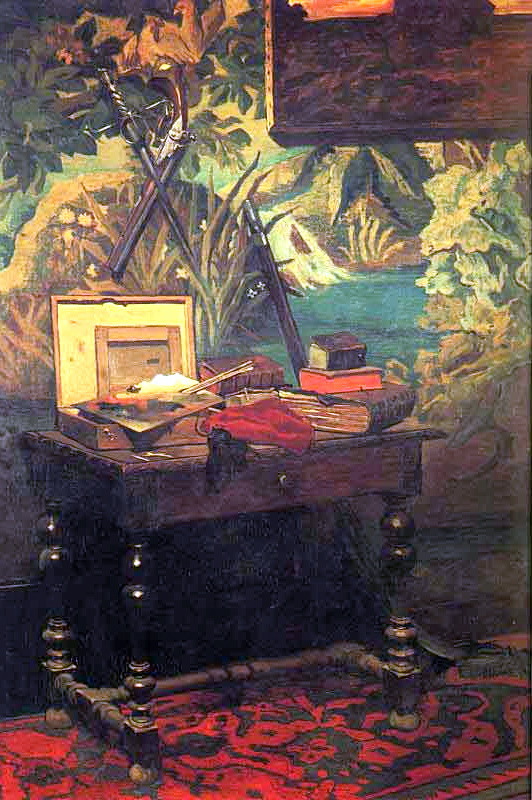
Pracownia artysty Moneta

- Edgar Degas

Ukrzyżowanie wg Mantegn
- Aleksander Kotsis

Sołtys – olej na tekturze, 54x42 cm
- James McNeill Whistler

Magiczny pokój – harmonia zielono-różowa
- Claude Monet

Pracownia artysty

## Urodzeni
- Zygmunt Ajdukiewicz (zm. 1917), polski malarz
- Apoloniusz Kędzierski (zm. 1939), polski malarz i rysownik
- Konstanty Mańkowski (zm. 1897), polski malarz
- John Noble Barlow (zm. 1917), angielski malarz
- 2 lutego – Solomon Robert Guggenheim (zm. 1949), amerykański kolekcjoner sztuki
- 14 lutego – Peter Ilsted (zm. 1933), duński malarz i grafik
- 25 lutego – Santiago Rusiñol (zm. 1931), kataloński malarz
- 1 marca – Józef Weinberger (zm. 1936), polski architekt
- 14 marca – Michał Gorstkin-Wywiórski (zm. 1926), polski malarz
- 18 marca – Czesław Domaniewski (zm. 1936), polski architekt
- 20 kwietnia – Hermann Muthesius (zm. 1927), niemiecki architekt
- 23 kwietnia – Stanisław Lentz (zm. 1920), polski malarz
- 24 kwietnia – Viktor Oliva (zm. 1928), czeski malarz i grafik
- 3 maja – Maurycy Trębacz (zm. 1941), polski malarz i rysownik
- 8 lipca – Feliks Jasieński (zm. 1929), polski krytyk i kolekcjoner sztuki
- 28 lipca – Louis Vivin (zm. 1936), francuski malarz
- 9 sierpnia – John William Godward (zm. 1922), angielski malarz
- 10 sierpnia – Bronisław Brochwicz-Rogoyski (zm. 1921), polski architekt
- 17 sierpnia – Max Wislicenus (zm. 1957), niemiecki malarz
- 4 października – Frederic Sackrider Remington (zm. 1909), amerykański malarz i rzeźbiarz
- 30 października – Antoine Bourdelle (zm. 1929), francuski rzeźbiarz
- 23 listopada – Konstantin Korowin (zm. 1939), rosyjski malarz
- 8 grudnia – Aristide Maillol (zm. 1944), francuski malarz
- 20 grudnia – Ivana Kobilca (zm. 1926), słoweńska malarka
- 31 grudnia – Włodzimierz Tetmajer (zm. 1923), polski malarz i grafik

## Zmarli
- Wawrzyniec Cezary Anichini (ur. 1787), włoski architekt
- Alexandre Denis Abel de Pujol (ur. 1785), malarz francuski
- Feliks Radwański (ur. 1789), polski malarz i architekt
- 10 marca – Taras Szewczenko (ur. 1814), ukraiński malarz
- 24 lipca – Georgius van Os (ur. 1782), holenderski malarz
- 26 listopada – Wilhelm Hensel (ur. 1794), niemiecki malarz